# Placodes intermedius
Placodes intermedius är en skalbaggsart som beskrevs av Schmidt 1889. Placodes intermedius ingår i släktet Placodes och familjen stumpbaggar. Inga underarter finns listade i Catalogue of Life.